# Hausärztinnen- und Hausärzteverband
Der Hausärztinnen- und Hausärzteverband (vormals Deutscher Hausärzteverband) ist ein ärztlicher Berufsverband. Er vertritt die Interessen von circa 30.000 Mitgliedern, die in der hausärztlichen Versorgung tätig sind.

## Aufgaben
Der Verband ist in 18 Landesverbände gegliedert und sieht sich als berufspolitische Interessenvertretung der Hausärzteschaft. Daneben bietet er über das Institut für hausärztliche Fortbildung Veranstaltungen zur Weiterqualifizierung von Ärzten und Praxispersonal – wie das Modul VERAH für Delegationsassistenzpersonal in Hausarztpraxen – an. Über die Hausärztliche Vertragsgemeinschaft werden im Rahmen der Hausarztzentrierten Versorgung Abrechnungen durchgeführt.